# Бонлије (Оаза)
Бонлије (фр. Bonlier) насеље је и општина у североисточној Француској у региону Пикардија, у департману Оаза која припада префектури Бове.
По подацима из 2011. године у општини је живело 399 становника, а густина насељености је износила 89,26 становника/km². Општина се простире на површини од 4,47 km². Налази се на средњој надморској висини од 112 метара (максималној 133 m, а минималној 99 m).

## Демографија
| 1962. | 1968. | 1975. | 1982. | 1990. | 1999. | 2011. |
| ----- | ----- | ----- | ----- | ----- | ----- | ----- |
| 147   | 154   | 178   | 222   | 338   | 385   | 399   |

График промене броја становника у току последњих година